# Myrmecia brevinoda
Myrmecia brevinoda es una especie de hormiga endémica de Australia. Estas hormigas se encuentran únicamente en los estados de Queensland (sólo en el este), New South Wales, Victoria, y el Territorio de la Capital Australiana. Fue descrita por primera vez en 1910.